# 1891 w literaturze
Wydarzenia literackie w 1891 roku.

## Nowe książki
- polskie
  - Henryk Sienkiewicz - Bez dogmatu
- zagraniczne
  - Oscar Wilde - Portret Doriana Graya (The Picture of Dorian Grey)

## Nowe poezje
- zagraniczne

Paul Verlaine - Piosenki dla niej (Chansons pour elle)

## Nowe dramaty
- zagraniczne
  - Maurice Maeterlinck - Ślepcy (Les aveugles)
  - Oscar Wilde - Salome

## Urodzili się
- 15 stycznia – Osip Mandelsztam, rosyjski poeta (zm. 1938)
- 26 stycznia – Ilja Erenburg, rosyjski pisarz, publicysta i poeta (zm. 1967)
- 17 lutego – Georg Britting, niemiecki poeta, autor opowiadań i powieściopisarz (zm. 1964)
- 31 marca – Ester Blenda Nordström, szwedzka dziennikarka, pisarka i naukowiec (zm. 1948)
- 15 maja (3 maja ss) – Michaił Bułhakow, rosyjski dramatopisarz i prozaik (zm. 1940)
- 22 maja – Johannes Becher, niemiecki poeta i krytyk literacki (zm. 1958)
- 26 czerwca – Sidney Howard, amerykański dramaturg (zm. 1939)
- 5 lipca – Tin Ujević, chorwacki poeta, eseista i tłumacz (zm. 1955)
- 9 lipca – Maksim Bahdanowicz, białoruski poeta, prozaik, krytyk literacki, historyk (zm. 1917)
- 17 lipca – Boris Ławrieniow, rosyjski pisarz (zm. 1959)
- 25 sierpnia
  - Gustaw Morcinek, polski pisarz (zm. 1963)
  - Alberto Savinio, włoski pisarz, malarz, kompozytor i scenograf (zm. 1952)
- 4 października – Jurij Klen, ukraiński/niemiecki poeta, literaturoznawca, tłumacz, krytyk literacki (zm. 1947)
- 1 listopada – Iwan Sołoniewicz, rosyjski dziennikarz, publicysta, pisarz (zm. 1953)
- 7 listopada – Dmitrij Furmanow, rosyjski pisarz (zm. 1926)
- 15 listopada – Harald Beyer, norweski historyk literatury (zm. 1960)
- 24 listopada – Maria Pawlikowska-Jasnorzewska, polska pisarka (zm. 1945)
- 27 listopada – Pedro Salinas, hiszpański poeta i tłumacz, uznawany za głównego reprezentanta Pokolenia 27 (zm. 1951)
- 10 grudnia – Nelly Sachs, niemiecka poetka (zm. 1970)
- 26 grudnia – Henry Miller, amerykański prozaik (zm. 1980)

## Zmarli
- 10 lutego – Sofja Kowalewska, rosyjska tłumaczka literatury angielskiej i matematyczka (ur. 1850)
- 15 maja – Jan Aleksander Fredro, polski komediopisarz (ur. 1826 lub 1829)
- 10 lipca – Pedro Antonio de Alarcón, hiszpański pisarz (ur. 1833)
- 22 sierpnia – Jan Neruda, czeski poeta, pisarz i dziennikarz (ur. 1834)
- 28 września – Herman Melville, amerykański pisarz (ur. 1819)
- 10 listopada – Jean Arthur Rimbaud, francuski poeta (ur. 1854)